# Hamilton Spectator Trophy
Hamilton Spectator Trophy je hokejska nagrada, ki se letno podeljuje prvaku rednega dela lige Ontario Hockey League. Uvedel jo je časopis The Hamilton Spectator, po katerem se nagrada danes tudi imenuje. Podeljevati so jo začeli v sezoni 1957/58. 

## Prvaki
- 2008/09 - Windsor Spitfires
- 2007/08 - Kitchener Rangers
- 2006/07 - London Knights
- 2005/06 - London Knights
- 2004/05 - London Knights
- 2003/04 - London Knights
- 2002/03 - Kitchener Rangers
- 2001/02 - Plymouth Whalers
- 2000/01 - Erie Otters
- 1999/00 - Plymouth Whalers
- 1998/99 - Plymouth Whalers
- 1997/98 - Guelph Storm
- 1996/97 - Ottawa 67's
- 1995/96 - Guelph Storm
- 1994/95 - Guelph Storm
- 1993/94 - North Bay Centennials
- 1992/93 - Peterborough Petes
- 1991/92 - Peterborough Petes
- 1990/91 - Oshawa Generals
- 1989/90 - Oshawa Generals
- 1988/89 - Kitchener Rangers
- 1987/88 - Windsor Compuware Spitfires
- 1986/87 - Oshawa Generals
- 1985/86 - Peterborough Petes
- 1984/85 - Sault Ste. Marie Greyhounds
- 1983/84 - Kitchener Rangers
- 1982/83 - Sault Ste. Marie Greyhounds
- 1981/82 - Ottawa 67's
- 1980/81 - Sault Ste. Marie Greyhounds
- 1979/80 - Peterborough Petes
- 1978/79 - Peterborough Petes
- 1977/78 - Ottawa 67's
- 1976/77 - St. Catharines Fincups
- 1975/76 - Sudbury Wolves
- 1974/75 - Toronto Marlboros
- 1973/74 – Kitchener Rangers
- 1972/73 – Toronto Marlboros
- 1971/72 – Toronto Marlboros
- 1970/71 – Peterborough TPT Petes
- 1969/70 – Montreal Junior Canadiens
- 1968/69 – Montreal Junior Canadiens
- 1967/68 – Kitchener Rangers
- 1966/67 – Kitchener Rangers
- 1965/66 – Peterborough TPT Petes
- 1964/65 – Niagara Falls Flyers
- 1963/64 – Toronto Marlboros
- 1962/63 – Niagara Falls Flyers
- 1961/62 – Montreal Junior Canadiens
- 1960/61 – Guelph Royals
- 1959/60 – Toronto Marlboros
- 1958/59 – St. Catharines Teepees
- 1957/58 – St. Catharines Teepees

## Prvaki do 1958
Seznam moštev, ki so pred letom 1958 sezono OHL končali na prvem mestu po rednem delu, a niso prejela nagrado Hamilton Spectator Trophy, ker je bila prvič uvedena šele v sezoni 1957/58.
Izidi izpred 1937/38 so za zdaj nedostopni.
- 1956/57 – Guelph Biltmore Mad Hatters
- 1955/56 – St. Catharines Teepees
- 1954/55 – St. Catharines Teepees
- 1953/54 – St. Catharines Teepees
- 1952/53 – Barrie Flyers
- 1951/52 – Toronto Marlboros
- 1950/51 – Barrie Flyers
- 1949/50 – Toronto Marlboros
- 1948/49 – Windsor Spitfires
- 1947/48 – Windsor Spitfires
- 1946/47 – Toronto St. Michael's Majors
- 1945/46 – Toronto St. Michael's Majors
- 1944/45 – Toronto St. Michael's Majors
- 1943/44 – Oshawa Generals
- 1942/43 – Oshawa Generals
- 1941/42 – Brantford Lions
- 1940/41 – Toronto Marlboros
- 1939/40 – Oshawa Generals
- 1938/39 – Oshawa Generals
- 1937/38 – Toronto Marlboros